# El Obraje (ort i Honduras, Departamento de El Paraíso)
El Obraje är en ort i Honduras.   Den ligger i departementet El Paraíso, i den centrala delen av landet, 80 km öster om huvudstaden Tegucigalpa. El Obraje ligger 527 meter över havet och antalet invånare är 1 703.
Terrängen runt El Obraje är huvudsakligen kuperad, men åt nordost är den platt. Runt El Obraje är det ganska glesbefolkat, med 45 invånare per kvadratkilometer. Närmaste större samhälle är Danlí, 16,6 km väster om El Obraje. Omgivningarna runt El Obraje är en mosaik av jordbruksmark och naturlig växtlighet.